# InoSMI
InoSMI.ru (ros. ИноСМИ.ру, tłum. Zagraniczne media) – rosyjski serwis internetowy specjalizujący się w tłumaczeniu zagranicznej prasy na język rosyjski. Wchodzi w skład rządowej agencji informacyjnej Rossija Siegodnia. Redaktorem naczelnym jest Aleksiej Dubosarskij.
Portal powstał w 2001 roku. Według byłego redaktora naczelnego, Aleksieja Kowalowa, celem utworzenia InoSMI było pokazanie wrogości i antyrosyjskości zagranicznych dziennikarzy wobec Rosji.
Największym zainteresowaniem odwiedzających portal cieszą się artykuły poświęcone Rosji. Większość czytelników stanowią mężczyźni w grupie wiekowej 25–45 lat.
Według SimilarWeb w 2020 roku InoSMI.ru odwiedzało od 10 do 15 mln użytkowników miesięcznie.

## Cenzura w InoSMI
W listopadzie 2011 roku do sieci wyciekła korespondencja pomiędzy redaktorem Grigorijem Ochotinem a agencją RIA Nowosti, w skład której wówczas wchodził portal InoSMI.ru. Z korespondencji wynika, że w agencji podjęto decyzję, aby w przedwyborczym tygodniu nie tłumaczyć artykułów krytycznie oceniających Władimira Putina i partię Jedna Rosja, albo przynajmniej nie umieszczać takich materiałów na stronie głównej. Redaktor nie zgodził się na takie warunki pracy i zwolnił się.

## Polskie media w InoSMI
Na portalu InoSMI regularnie pojawiają się tłumaczenia artykułów z polskich mediów, m.in. z Onet.pl, Rzeczpospolitej, Gazety Wyborczej, Polityki, Tygodnika Powszechnego i innych 140 tytułów.